# استهداف ملجأ العامرية
ملجأ العامرية أو رقم خمسة وعشرين هو ملجأ يقع بحي العامرية في بغداد، العراق، قصف أثناء حرب الخليج الثانية. فقد أدت إحدى الغارات الأميركية يوم 13 شباط/فبراير، 1991 على بغداد بواسطة طائرتين من نوع أف-117 تحمل قنابل ذكية إلى تدمير الملجأ مما أدى إلى مقتل أكثر من 400 مدنيٍ عراقيٍ من نساء وأطفال. وقد بررت قوات التحالف المهاجمة هذا القصف بانه كان يستهدف مراكز قيادية عراقية لكن أثبتت الأحداث أن تدمير الملجأ كان متعمدًا خاصة وأن الطائرات الأميركية ظلت تحوم فوقه لمدة يومين.
الملجأ أخذ اسمه من الحي الذي يقع فيه بين البيوت السكنية، بجوار مسجد ومدرسة ابتدائية، إنه ملجأ مجهز للتحصن ضد الضربات الكتلوية أي الضربات بالأسلحة غير التقليدية الكيماوية أو الجرثومية، محكم ضد الإشعاع الذري والنووي والتلوث الجوي بهذه الإشعاعات، ولقد أعلن الأردن الحداد على الضحايا لمدة ثلاث أيام وطالب مع إسبانيا بتحقيق دولي بالجريمة.
كان الملجأ يتسع لألف وخمسمائة شخص، يمكن أن يلجأوا داخله لأيام دون الحاجة إلى العالم الخارجي، فهو مجهز بالماء والغذاء والكهرباء والهواء النقي غير الملوث، وتكونت البناية من ثلاثة طوابق، مساحة الطابق 500 متر مربع، سمك جداره يزيد على متر ونصف المتر كذلك سقفه المسلح بعوارض حديدية سمكها أربعة سنتيمترات، تؤدي أبواب الطوارئ الخلفية إلى السرداب وتؤدي سلالمه الداخلية إلى الطابق الأرضي حيث كان يقيم الملتجؤون.

طابعان فئة خمسون وخمسة وعشرون دينارًا يمجدان حادثة ملجأ العامرية

الحفرة والثقب لأحد الصاورخين اللذين اخترقا ملجأ العامرية

## تفاصيل الحادثة
في الساعة الرابعة والنصف فجراً قصفت طائرة أميركية الملجأ رقم خمسة وعشرين في حي العامرية غرب مدينة بغداد، ونفذت القنبلة الثانية للطابق الأرضي حيث ينام الملتجئون إلى الأمان، وكان الانفجار وكان الحريق، غلقت الأبواب، فلا يدخل منجد ولا يخرج طالب نجاة، ولقد صممت جدران الملجأ لتعزل من هم بالداخل من أي انفجار، ولكنها حبستهم في داخل الملجأ ليلقوا حتفهم بالموت حرقا.
لقى أربعمائة وثمانية أشخاص حتفهم في حادثة التفجير، ومن بينهم مائتان وإحدى وستون امرأة، واثنان وخمسون طفلا رضيعا، وكان أصغرهم طفل عمره سبعة أيام، لم يتم إيجاد أي أثر له ولا صورة، إضافة إلى 26 مواطناً عربياً.

## نصب الملجا
من الأعمال النحتية التي جسدت هذه الحادثة هو هذا النصب، التي أوحت إلى بناء نصبٍ كبير، وهو ما يُمثّل حادثة ملجأ العامرية، يتَمَثّل هذا العمل النحتي بإظهار رأس إنسان من بين قوالب حجرية متينة محيطة به وتكون بَشَرَة الوجه مشدودة بإفراط قاسٍ مع معالم سطحيه متوتّرة كثيرة الظلال، أما تكوين الفم فيُوحي بصرخة متصلّبة أزلية. انّ المشهد الكلّي لهذا العمل النحتي يُثير الرعب في النفس ويحرّك المشاعر نحو مدى العُسْر الذي مرّ به الشعب العراقي آنذاك. ومن ناحية أخرى فإنه يطبع في الذهن مرارة مِحنة شعب مستمِرّة.

## فيلم روائي
و قد انجز فلم روائي موثر جدا يجسد هذه الفاجعة، وكان الفيلم الروائي من إنتاج عراقي باسم فلم الفجر الحزين. وتأليف: صباح عطوان، وإخراج: صلاح كرم، والموسيقى التصويرية: نصير شمه، وكان الفلم من تمثيل: يوسف العاني — هديل كامل — آسيا كمال - بهجت الجبوري — سعدية الزيدي — ابتسام فريد — وآخرون.